# Carinhall

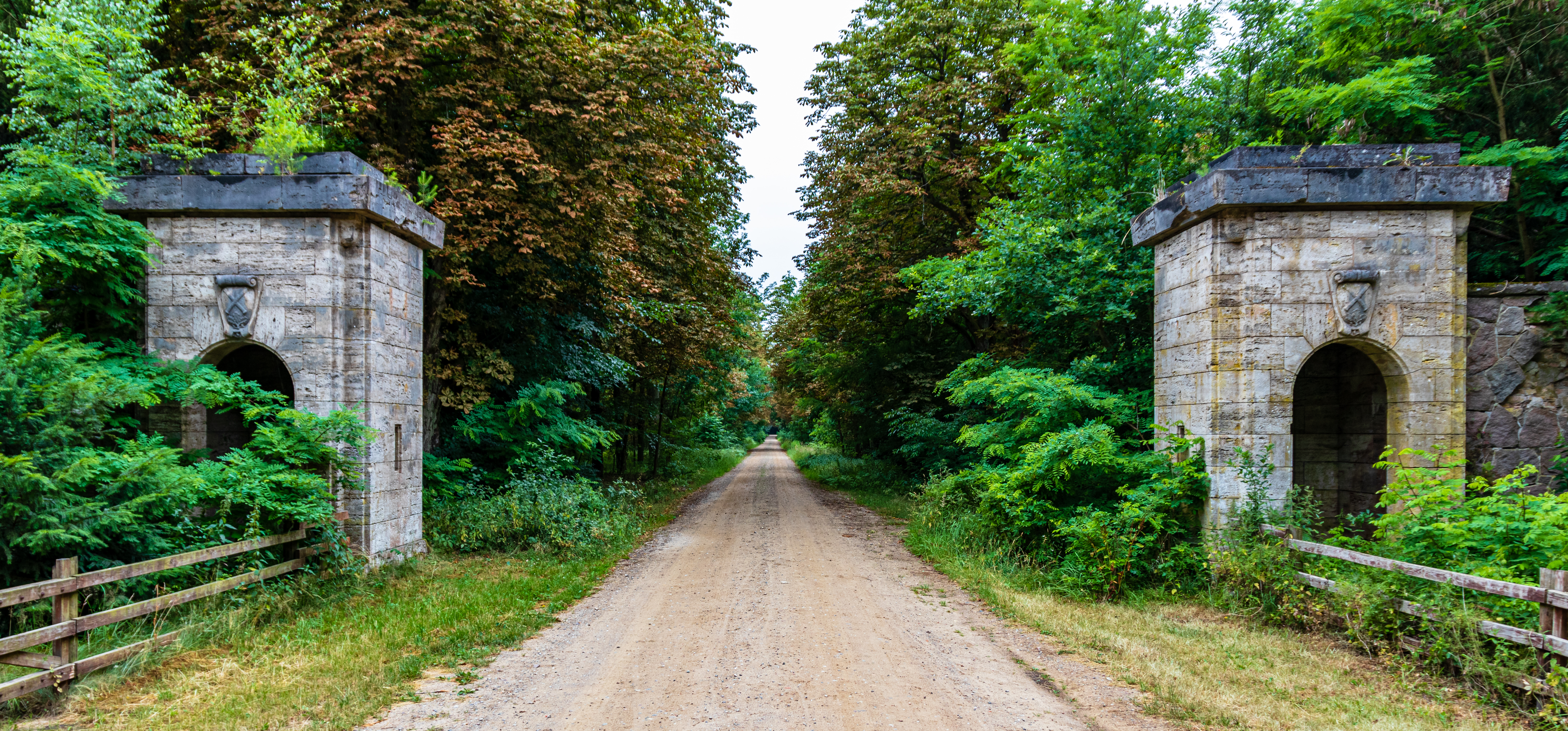
Wächterhäuschen an der Zufahrt zum Waldhof Carinhall

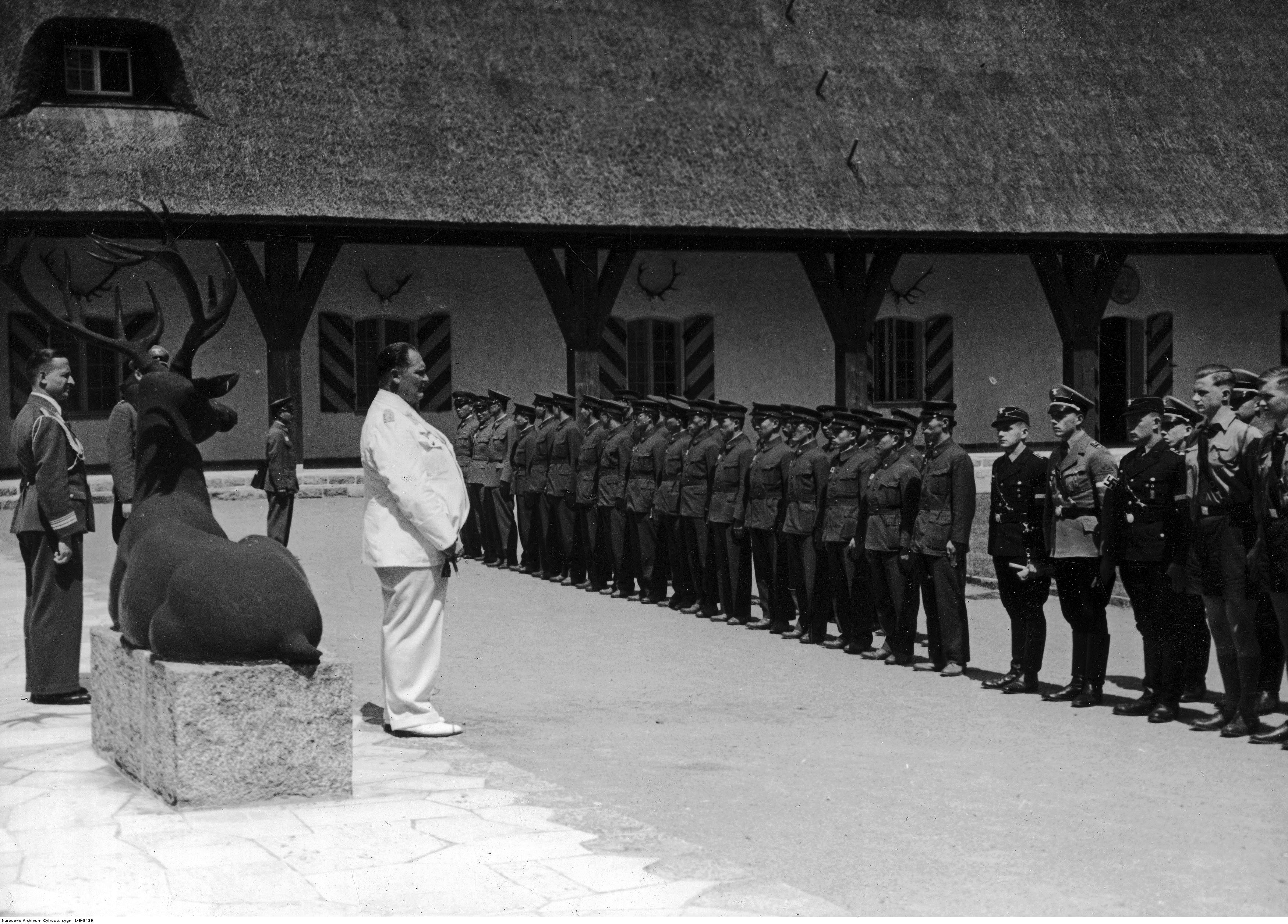
Göring in Carinhall, Juli 1938

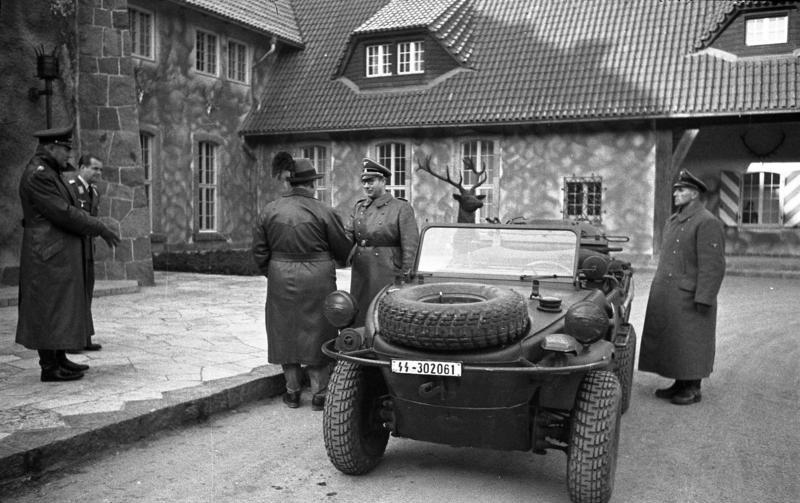
Göring bei der Begrüßung eines SS-Führers in einem der Innenhöfe

Der Waldhof Carinhall, kurz Carinhall [ˌkaːʁinˈhal], war ein repräsentatives Gut des Reichsmarschalls und führenden Nationalsozialisten Hermann Göring. Der Besitz lag in der Schorfheide zwischen Großdöllner See und Wuckersee im Norden des heutigen Bundeslandes Brandenburg. Göring benannte die Anlage nach seiner ersten Ehefrau Carin, die er hier bestatten ließ. Er ging in der Umgebung seiner Jagdleidenschaft nach, empfing in Carinhall hochrangige Gäste und brachte dort große Teile seiner privaten Kunstsammlung unter. Kurz vor der Ankunft der sowjetischen Truppen ließ er die Gebäude im April 1945 zerstören.

## Umgebung
Carinhall liegt in bewaldetem Gebiet abseits von Siedlungen. Joachimsthal und der Grimnitzsee liegen etwa acht Kilometer südöstlich, Friedrichswalde etwa fünf Kilometer östlich, Groß Dölln etwa acht Kilometer westlich, Templin etwa 15 Kilometer nordwestlich, Groß Schönebeck etwa 12 Kilometer südwestlich.
In der Nähe von Carinhall befanden sich eine Funkstation und sieben Kilometer nördlich an der Landesstraße L 100 bei Ahlimbsmühle eine wenig bekannte Scheinanlage aus Brettern und Netzen zur Täuschung der alliierten Luftaufklärung. Von 1955 bis 2012 war sieben Kilometer nordwestlich von Carinhall der Sonderlandeplatz Templin/Groß Dölln in Betrieb.

## Name

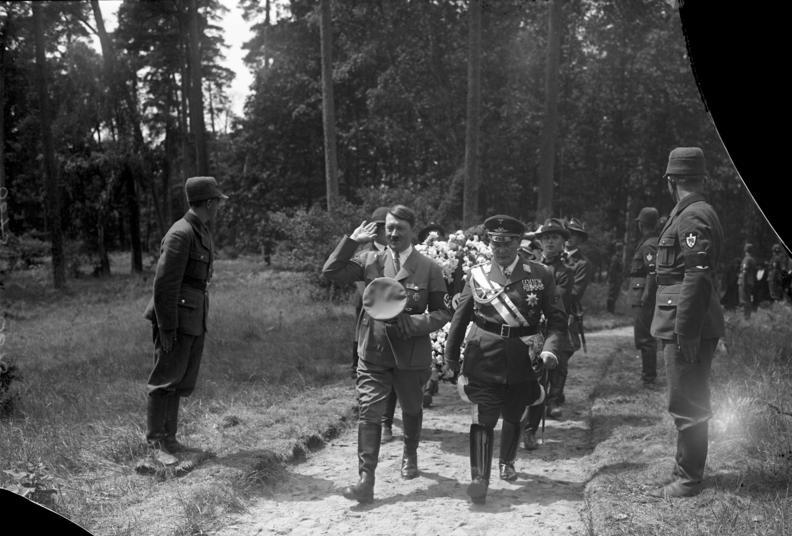
Überführung von Carin Göring von Schweden in die Schorfheide am 19. Juni 1934. Vorn Hitler und Göring.

Der von Göring gewählte Name „Carinhall“ bezieht sich auf Görings erste Frau, die Schwedin Carin Göring, geborene Freiin Fock, geschiedene von Kantzow, mit der er ab 1923 verheiratet war, und das Walhall, laut der nordischen Mythologie eine prächtige Himmelshalle, in die Odin die tapfersten gefallenen Krieger aufnimmt.
Carin Göring starb am 17. Oktober 1931 in Stockholm und wurde zunächst in Schweden bestattet. Nach einem Besuch an ihrem Grab  hielt Göring eine Rede und hinterließ ein Gebinde aus roten Rosen in Hakenkreuzform. Das Gebinde wurde kurz darauf von empörten Schweden entfernt, die eine Protestnote hinterließen. Diese richtete sich gegen die Politisierung einer schwedischen Staatsbürgerin zu Propagandazwecken. Göring ließ den Vorfall in der gleichgeschalteten Presse zu einer Grabschändung umdeklarieren und benutzte ihn als Vorwand, um die Tote in einem Staatsakt von Schweden nach Deutschland zu überführen. Ihre exhumierten Überreste kamen am 19. Juni 1934 in Carinhall an.
Am nächsten Tag wurden sie im Beisein Hitlers und der Nazi-Führung in einer Gruft über dem Steilufer des Wuckersees bestattet, die wegen ihrer Ausmaße den Charakter eines Mausoleums hatte.

## Geschichte

### Bau

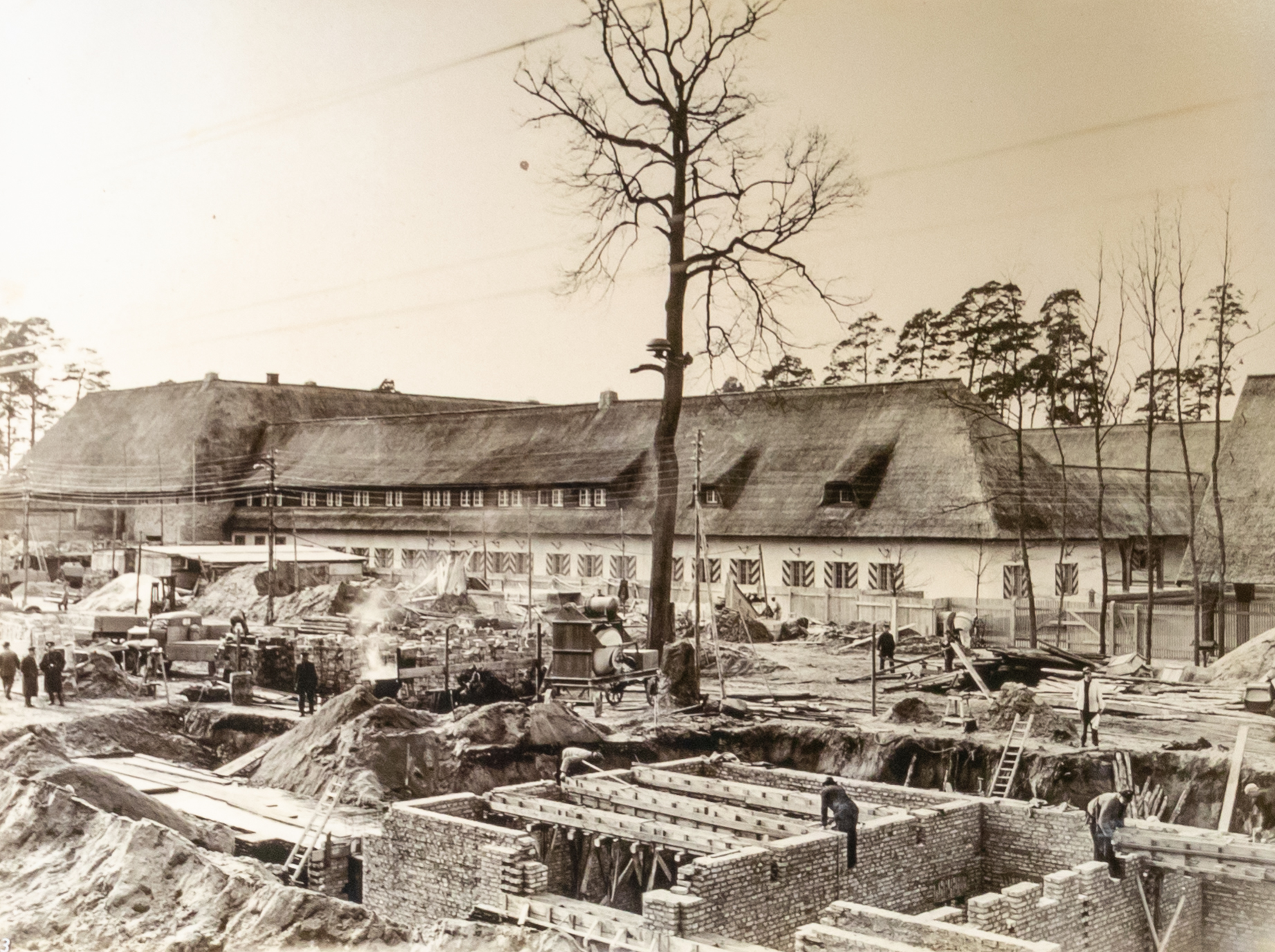
Bauarbeiten in Carinhall (1939/40)

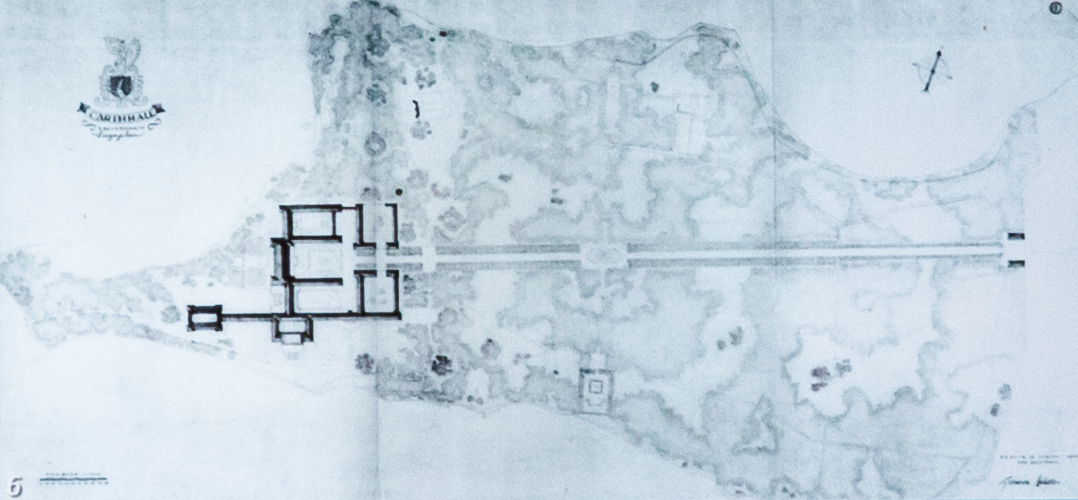
Grundrisszeichnung zur geplanten dritten Erweiterung (1945)

Der Gebäudekomplex wurde nach 1933 in mehreren Etappen errichtet. Architekt war zunächst Werner March, der Schöpfer des Berliner Olympiastadions. Später übernahm Friedrich Hetzelt den Bau. 1939 begann der Bau des zweiten Bauabschnitts, dessen Bibliotheksflügel durch die Philipp Holzmann AG ausgeführt wurde. Stilistisch griffen die Gebäude auf historische Baustile zurück.
Der Gebäudekomplex bestand zuletzt aus mehreren repräsentativen Gebäuden, Hallen und Sälen. Die Räume hatten eine Gesamtfläche von etwa 11.000 Quadratmetern. Drei 72 Meter lange Seitenflügel, parallel zur Zufahrtsstraße ausgerichtet, begrenzten zwei Innenhöfe mit einer Fläche von zusammen 15.800 Quadratmetern. Zum Anwesen gehörten eine Telefonzentrale, ein Luftschutzbunker sowie in einiger Entfernung unter anderem eine Adjutantur, ein Tennisplatz, eine Schießanlage und Bootshäuser am Großdöllner See. Das Mausoleum von Carin Göring lag abseits am Wuckersee.
Die Zufahrtstraße war als Kastanienallee gestaltet. Sie lief von den Wächterhäuschen direkt auf das einen Kilometer entfernte, quer stehende Hauptgebäude zu. Nach 850 Metern erreichte man den Hirschplatz, der einem der Innenhöfe in rund 100 Metern Entfernung vorgelagert war. Der Hirschplatz war mit dem bronzenen Kronenhirsch dekoriert.
Im Jahr 1945 war eine dritte Erweiterung des Gebäudekomplexes geplant. Weitere große Gebäude sollten nahe dem Hirschplatz und als Anbauten im Süden (Richtung Wuckersee) entstehen. Göring präsentierte am 12. Januar 1945, seinem 52. Geburtstag, die Grundrisszeichnung.

### Nutzung
Göring empfing hier ausländische Staatsgäste, mit denen er bisweilen Jagdausflüge in die Schorfheide unternahm. Staatsgäste waren unter anderem der italienische Diktator Benito Mussolini (28. September 1937), der britische Politiker Edward Wood (20. November 1937) und der japanische Außenminister Matsuoka Yōsuke (29. März 1941).
In den Ausstellungsräumen von Carinhall war ein Großteil der privaten Kunstsammlung von Hermann Göring untergebracht, die hauptsächlich aus Raub- und Beutekunst bestand, aber auch Gemälde aus legalen Ankäufen enthielt. Schwerpunkt der Sammlung war die Malerei der Gotik und der Renaissance. Ein Beispiel ist das Renaissance-Gemälde Leda mit ihren Kindern von Giampietrino (heute in Kassel).

### Verbleib der Kunstsammlung
Im Jahr 1943 ließ Göring einen Teil seiner Privatsammlung im Bergungsort Salzbergwerk Altaussee bei Altaussee im Bezirk Bad Aussee in der Steiermark einlagern. Diese Kunstwerke wurden ab 1945 von den Alliierten in Lastwagen zur zentralen Sammelstelle (Central Collecting Point) in München gebracht, die sich im vormaligen Führerbau und im Verwaltungsbau der NSDAP befand.
Der andere Teil der Privatsammlung blieb in den Ausstellungsräumen von Carinhall. Im Januar 1945 ließ Göring den Rest der Kunstsammlung großenteils in Sonderzügen nach Berchtesgaden bringen und dort in Tunneln unterstellen. Die Kunstschätze wurden ausgeladen und in Luftschutzbunker gebracht. Ein Teil der Gemälde und Tapisserien wurde in diesen letzten Kriegstagen aus den Zügen geplündert.

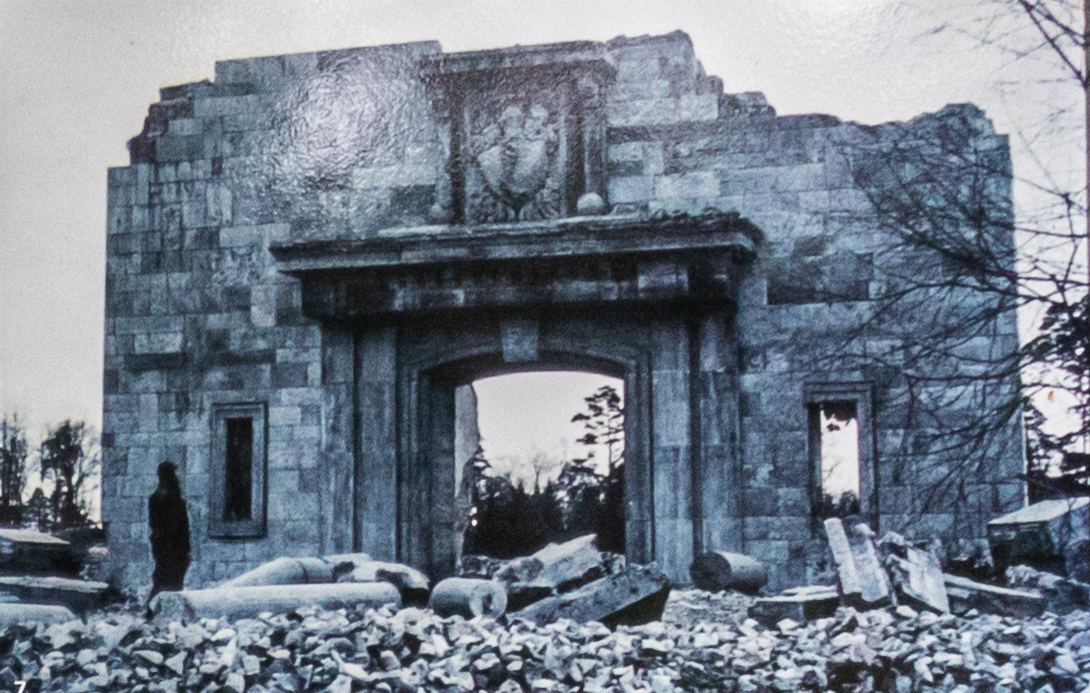
Ruine auf dem Anwesen, um 1947

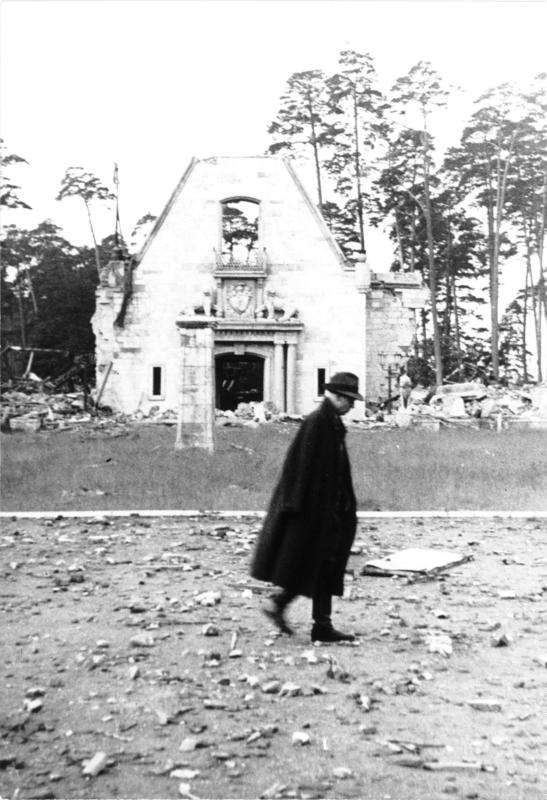
Ruine in Carinhall, 1947

### Zerstörung
Am 20. April 1945 verließ Göring Carinhall. Zurück blieb ein kleiner Trupp der Luftwaffe, der auf Weisung Görings beim Näherrücken der Roten Armee die Gebäude des Anwesens sprengen sollte. Als die Rote Armee nur noch wenige Kilometer entfernt war, wurde Carinhall am 28. April 1945 mit über 80 Fliegerbomben gesprengt.
Nicht alle Kunstobjekte waren zuvor abtransportiert worden. Ein Angehöriger des Sprengkommandos sagte später, der Anblick der Kunstschätze sei überwältigend gewesen. Außerdem waren beispielsweise noch wertvolle Möbel und große Mengen an Lebensmitteln vorhanden, die von Wachleuten, Angehörigen der Roten Armee und der Bevölkerung der Region in Besitz genommen wurden.
Göring hatte auch den Sarg im Mausoleum nicht sichern lassen. Unbekannte brachen ihn auf, um das Zinkblech zu verwerten. Im Jahr 1947 fand ein Forstarbeiter verstreute Leichenteile im Bereich der Gruft. Auf Veranlassung der schwedischen Verwandten von Carin Göring sorgte der Pfarrer der schwedischen Gemeinde in Berlin dafür, dass ihre Gebeine exhumiert, heimlich nach West-Berlin gebracht und im Krematorium Wilmersdorf unter falschem Namen eingeäschert wurden. Der Pfarrer brachte die Urne nach Schweden, wo sie 1951 beigesetzt wurde. Kurz nach der Wende fanden Schatzsucher noch ein Stück Schädel. Mitglieder des Vereins Schorfheide-Museum sorgten dafür, dass auch dieses Fragment nach Schweden gebracht wurde.
Zu DDR-Zeiten war das Gelände Sperrgebiet. Führende Politiker der DDR wie Walter Ulbricht, Erich Honecker und Erich Mielke gingen hier auf die Jagd.
1993 fand ein Schatzsucher den Eingang zu Görings Luftschutzbunker und durfte dort graben, bis der Förster 1995 den Eingang mit einer Planierraupe verschließen ließ. Seitdem dient der Bunker Fledermäusen als Quartier. Ein Schild weist darauf hin, dass Fledermäuse streng geschützt sind.
1994 fand ein Schatzsucherverein aus Berlin eine Säule aus rotem Marmor. Im Februar 2020 wollten Schatzgräber eine dazugehörige zweite Säule illegal bergen. Ein Augenzeuge wandte sich an den Carinhall-Experten Volker Knopf. Der informierte den Vorsitzenden des Vereins Schorfheide-Museum, dieser den Revierförster und dieser die Polizei. Die Raubgräber wurden festgenommen. Der Museumsverein half später bei der Bergung der zweiten Säule. Beide Säulen stehen heute im Schorfheide-Museum in Groß Schönebeck.

## Carinhall heute

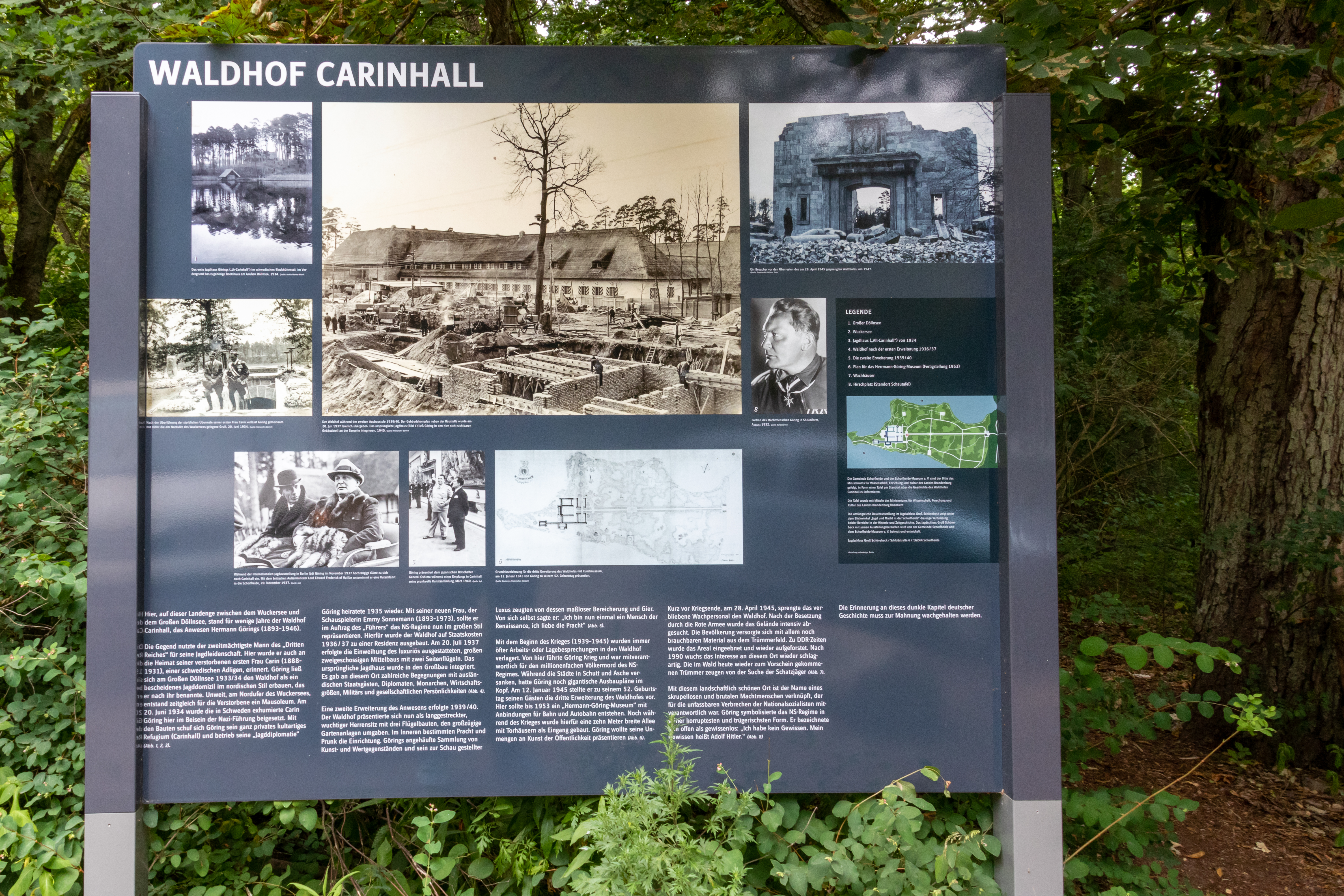
Infotafel „Waldhof Carinhall“

Ein Granitfindling mit eingravierter Inschrift „Carinhall“ sowie eine Infotafel zur Geschichte mit Fotos des ehemaligen Waldhofs am Hirschplatz bezeichnen heute den Ort des Anwesens.
Vollständig erhalten und in gutem Erhaltungszustand sind noch die beiden Wächterhäuschen am ehemaligen Haupttor und direkt benachbart, aber außerhalb des Anwesens, zwei Wohnhäuser für die damaligen Wachmannschaften, ferner die Kastanienallee und das Gebäude der Funkstation. Der Bunker ist erhalten, aber unzugänglich. Von der eigentlichen Anlage ist nichts mehr erhalten, nur noch einzelne Steine und Betonstücke, die großenteils von Gras oder Gestrüpp überwuchert sind. Am ehemaligen Grab von Carin Göring ist nur noch eine Vertiefung im Boden erkennbar.
Die Reste des Landsitzes Carinhall sind als Baudenkmale von Templin aufgeführt.

## Bronzefiguren in Carinhall

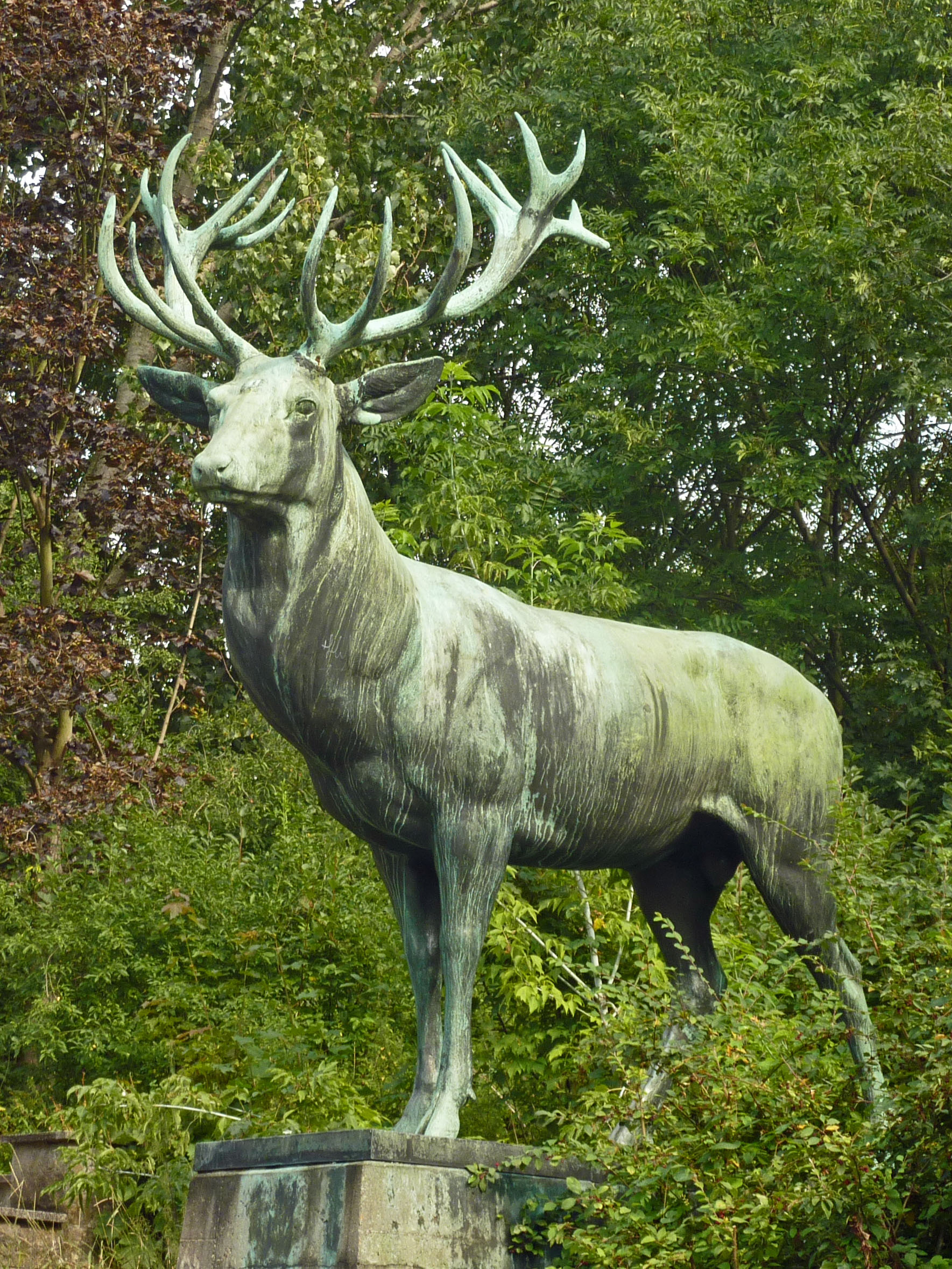
Bronzeplastik Kronenhirsch (1937), heute im Tierpark Berlin

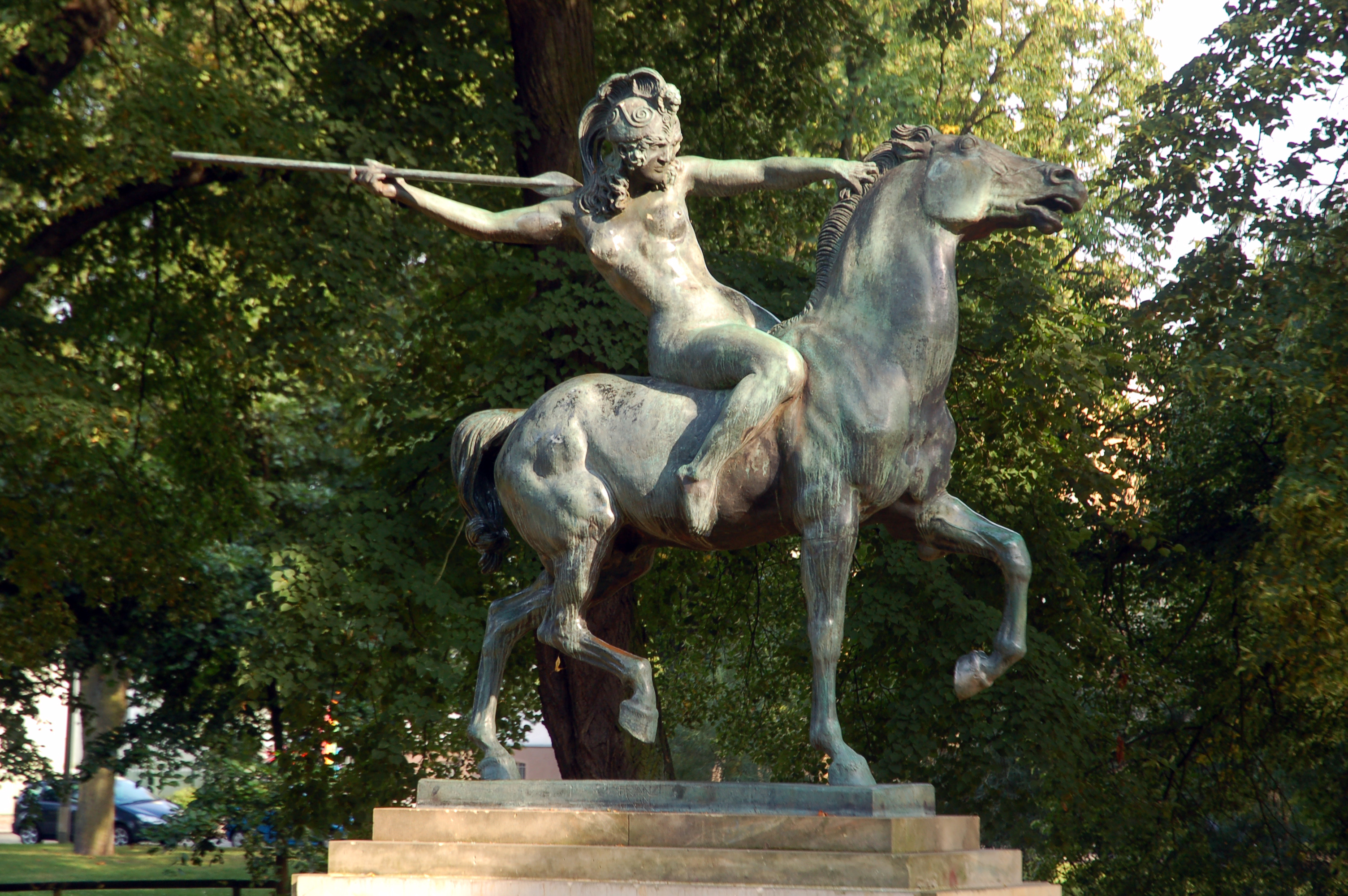
Bronzeplastik Kämpfende Amazone, heute in Eberswalde

Im Hof von Carinhall auf dem Hirschplatz am Ende der Kastanienallee stand die Bronzeplastik Kronenhirsch von Johannes Darsow. Sie wurde für die internationale Jagdausstellung 1937 in Berlin entworfen. Es handelt sich um den Rothirsch Raufbold, den Hermann Göring am 9. Februar 1936 im Forstamt Warnen in der Rominter Heide erlegt hatte. Nach der Jagdausstellung kam die Bronzeplastik vom Haupteingang der Berliner Messehallen nach Carinhall, um 1950 in den Park von Schloss Sanssouci in Potsdam und 1969 an die Freilichtbühne im Tierpark Berlin zu gelangen.
Die 1897 von Franz von Stuck geschaffene Bronzeplastik Kämpfende Amazone, die westlich des Hauptflügels stand, wurde nach Eberswalde überführt. Dort stand sie lange unterhalb der Maria-Magdalenen-Kirche, bevor sie in den nahen Weidendamm-Park umgesetzt wurde.
Im Sommer 1990 suchten Polizeitaucher im Auftrag des letzten DDR-Innenministers Peter-Michael Diestel den Großdöllner See nach eventuell versenkten Schätzen ab. Dabei fanden sie mehrere Bronzestatuen:
- drei überlebensgroße Figuren von Arno Breker: Anmut (1938), Schreitende (1940) und Eos (1942). Sie waren ehemals im Rosengarten von Carinhall aufgestellt.[14] Heutiger Standort: Schorfheide-Museum im Jagdschloss Groß Schönebeck.
- die Gruppe Mädchen mit Hirschkuh von Hans Krückeberg. Heutiger Standort: Schorfheide-Museum im Jagdschloss Groß Schönebeck.
- einen Abguss der Venus Medici aus den Uffizien in Florenz. Diese Kopie steht heute im Grassimuseum in Leipzig.

Im Rosengarten von Carinhall befand sich seit 1942 auch eine Kopie der Nymphe von Fontainebleau des Bildhauers Benvenuto Cellini. Göring hatte das Original des Bronze-Reliefs 1940 im Pariser Louvre gesehen und die Kopie beauftragt, die mit einem Sonderzug nach Carinhall transportiert wurde. 1946 entdeckte ein Oberförster das 1,2 Tonnen schwere Objekt in seinem Revier und brachte es in die Oberförsterei Reiersdorf. 1952 kam es ins Depot des Albertinums in Dresden. Dem Museumsverein in Groß Schönebeck gelang es, das Relief als Dauerleihgabe für das Schorfheide-Museum zu gewinnen. Im September 2019 wurde das Kunstwerk im Garten des Jagdschlosses enthüllt.